# Ужасы Йондо
«Ужасы Йондо», или «Мерзости Йондо» (англ. Abominations of Yondo), — рассказ в жанре фэнтези, ужасов и научной фантастики американского писателя Кларка Эштона Смита. Рассказ написан в 1926 году и опубликован в 84 выпуске журнала «Overland Monthly» (Vol 84, #4). Рассказ вошел в четвертый сборник рассказов автора, с одноименным названием, его исправленная версия была опубликована в 1960 году и 1972 году издательством «Arkham House». Сборник был выпущен тиражом в 2005 экземпляров. Рассказы входящие в него в основном написаны между 1930 и 1935 годами. Сборник содержит рассказы из основных сюжетных циклов Смита: Гиперборея, Посейдонис, Аверуан и Зотика.

## Сюжет
Рассказчик, имя которого не называется, угодил в плен к жрецам Онга, бога с головой льва. Чужестранцу уготовили изощрённое наказание: его отвезли на верблюде в пустыню и отпустили с запасом воды. Рассказчик пытается добраться в безопасное место — к северной окраине пустыни, где изредка ходит караван кочевников.
Рассказчик идет через лес ядовитых кактусов, из-за которых его гипнотизируют взглядом змеи. Гигантские фиолетовые грибы усеивают болотистые берега гнилостных водоемов. При приближении к воде появляется зловещая рябь. Далее ландшафт становится более пустынным, в воздухе летают комары, величиной с тарантула. На горизонте высятся горы, вокруг лежит пустынная равнина с холмами, похожими на спины полупогребенных монстров. Кое-где встречаются огромные ямы и груды морской соли.
Рассказчик идет среди руин города, где растут кипарисы и обитают мохнатые хамелеоны, гиены, змеи. Он подходит к зеленому озеру, цвета малахита, но вода в нем обжигает кожу. Внезапно жуткий хохот звучит из темного грота, откуда выползает гигантский белый паук. Рассказчик видит красивую девушку, угодившую в лапы демона, но помогать ей он не решается, а бежит прочь, к астероидной горе. В горах его начинает преследовать тень нечеловеческой твари. Рассказчик укрывается в круге из колонн древнего святилища, куда тень проникнуть не смогла.
В сумерках пыль кладбищ смешалась с испарениями черной бездны, лежащей за краем света и все вокруг окрасилось в пурпурный цвет. Здесь обитали иные демоны и фантомы... Сперва явился призрак рыцаря, а затем древняя мумия короля с красными глазами и клыками. Король тянет руки к горлу рассказчика и он так пугается, что бежит весь путь обратно, в плен к инквизиторам Онга.

## Вдохновение
Это один из первых рассказов Кларка Эштона Смита, друга Лавкрафта. Ранее Смит сочинял стихи и писал картины с инопланетными пейзажами. Лавкрафт часто упоминал Смита в своих произведениях.

Смит упоминает демонов, духов, джиннов, которые часто встречаются в мифологии Древнего Египта. Онг, бог с головой льва (англ. Lion-headed Ong) — возможно, похож на Маахес или других божеств с головой льва. Название Онг (англ. Ong), похоже на племя Онге:
Песок пустыни Йондо не похож на песок других пустынь: Йондо ближе любой из них к краю света и могучее дыхание бездны покрыло ее серой пылью последним подарком неведомых погибших планет и черным пеплом — останками давно выгоревших звезд. Темные горы, возвышающиеся на ее неровной, изрезанной трещинами поверхности, не все принадлежат нашему миру: по меньшей мере часть из них — это астероиды, свалившиеся с неба и полузасыпанные песками. Исконные обитатели Йондо — бессмертные джинны, переселившиеся сюда с других планет, и дряхлые демоны, нашедшие в пустыне пристанище после гибели античного ада.

## Сборник
В сборник «Ужасы Йондо» входят следующие рассказы:
- «Ужасы Йондо» (англ. Abominations of Yondo)
- «Белая Сивилла» (англ. The White Sybil)
- «Ледяной демон» (англ. The Ice-Demon)
- «Путешествие короля Юворана» (англ. The Voyage of King Euvoran)
- «Колдовство Улюи» (англ. The Witchcraft of Ulua) 1934
- «Повелитель крабов» (англ. The Master of the Crabs) 1948
- «Вино из Атлантиды» (англ. A Vintage from Atlantis) 1933
- «Колдунья из Силера» (англ. The Enchantress of Sylaire) 1941
- «Обитатель залива» (англ. The Dweller in the Gulf) 1933
- «Темный век» (англ. The Dark Age)
- «Служитель зла» (англ. The Devotee of Evil)
- «Безымянное отродье» (англ. The Nameless Offspring)
- «Явление смерти» (англ. The Epiphany of Death) 1934
- «Третий эпизод «Ватек» с Уильямом Бекфордом» 1937 (перевод с французского одного из прибавлений к повести У. Бекфорда «Ватек}})
- «Шинуазри» (англ. Chinoiserie)
- «Зеркало в чертоге» (англ. The Mirror in the Hall of Ebony)
- «Уход Афродиты» (англ. The Passing of Aphrodite)